# Fulles de tardor caigudes
Fulles de tardor caigudes (de títol original en francès Chûte de feuillus) són dos quadres del pintor neerlandès Vincent van Gogh pintats durant els dos últims mesos de 1888 en què el seu amic i artista Paul Gauguin va estar vivint amb ell a la Casa Groga d'Arle, França.

## Els Aliscamps
Després de mesos de correspondència, Paul Gauguin s'instal·la a Arle amb Vincent Van Gogh l'octubre de 1888. Ambdós intentaven representar mitjançant la pintura postimpressionista un paisatge no naturalista. Aquesta sèrie de pintures van ser les primeres que van pintar Van Gogh i Gauguin després de l'arribada de Gauguin a Arle.
Els dos pintors van visitar una antiga necròpoli romana, els Aliscamps, construïda pels romans fora de les muralles. Al llarg dels anys, el sòl va ser ocupat per fàbriques i el ferrocarril. La ciutat va reubicar alguns dels sarcòfags en un llarg carreró de bancs i arbres d'àlber que portava a una capella romànica que va passar a ser coneguda com l'Allée des Tombeaux. Ràpidament es va convertir en un passeig d'enamorats conegut a tot França.

## Els quadres
Durant un període de mal temps, Van Gogh va estar treballant en una altra parella de quadres dels Aliscamps, que va fer amb una perspectiva diferent, des de sobre del camí, a través dels arbres d'àlber. El groc-taronja de les fulles contrasta amb el violeta-blau dels troncs dels àlbers. Aquest quadre, pintat poc després de l'arribada de Gauguin a Arle, és únic en el cos de l'obra de Van Gogh, i representant dels èxits artístics fruit del treball conjunt de dos pintors. Per Émile Bernard, Van Gogh va descriure el procés col·laboratiu com una posada en comú d'idees i tècniques en què cadascú crea la seva pròpia obra, única, que és diferent, però que es complementen entre elles. Van Gogh pensava que les seves dues pintures Fulles de tardor caigudes eren precisament això: un esforç de col·laboració influït per les seves pròpies idees, així com les de Gauguin i Bernard.
Les pintures van ser fetes sobre fibra de jute de Gauguin, que les pinzellades de Van Gogh van acabar donant una textura de tapís. La perspectiva del quadre, des de dalt de la imatge, recorda al del quadre La visió després del sermó de Gauguin. Bernard, tanmateix, ja havia creat una composició d'un paisatge vist a través dels troncs dels arbres. Van Gogh va utilitzar un contrast de colors complementaris per tal d'intensificar l'efecte de cada color. Els troncs d'àlber blaus, amb el camí groc de les fulles. El verd contrastat amb el vermell. El violeta amb l'ocre. Van Gogh va escriure a la seva germana sobre la selecció i la col·locació dels contrastos de colors: que es fan brillar els uns als altres, que formen una parella, que es completen els uns als altres com l'home i la dona.
La imaginació de Van Gogh va crear les figures en els quadres. En una, un home prim amb paraigües va aparellat amb una dona grassa, semblant a la imatge de la dona amb què Van Gogh podria establir-s'hi. En el camí també s'hi veu una dona en un vestit vermell. L'altre quadre mostra una parella que passeja pel carreró entre sarcòfags de pedra, amb una posta de sol a l'esquena.

## Altres quadres dels Aliscamps de Van Gogh
Vincent Van Gogh va pintar encara dos quadres més als Aliscamps el 1888.

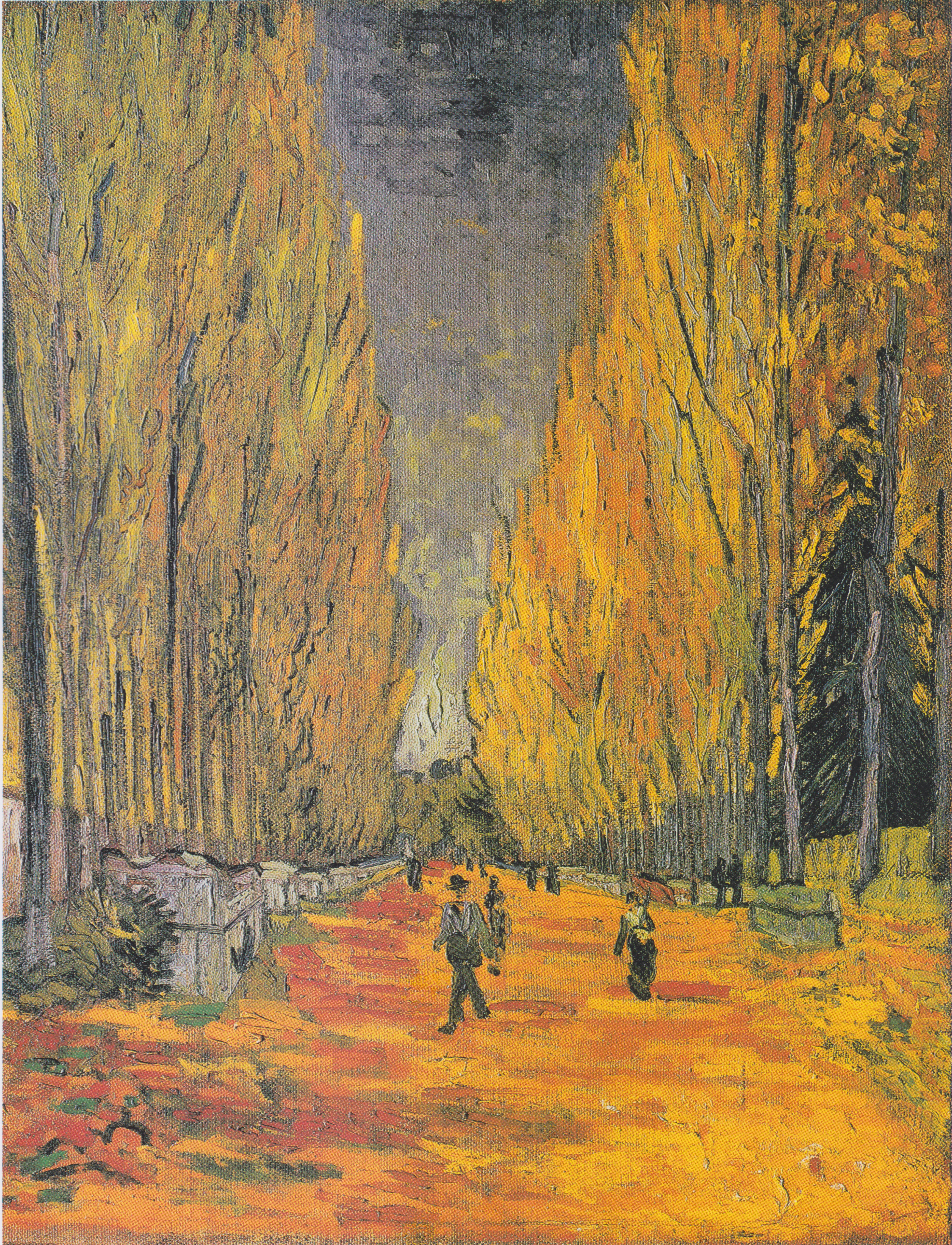
Les Alyscamps 1888 Col·lecció privada (F569)
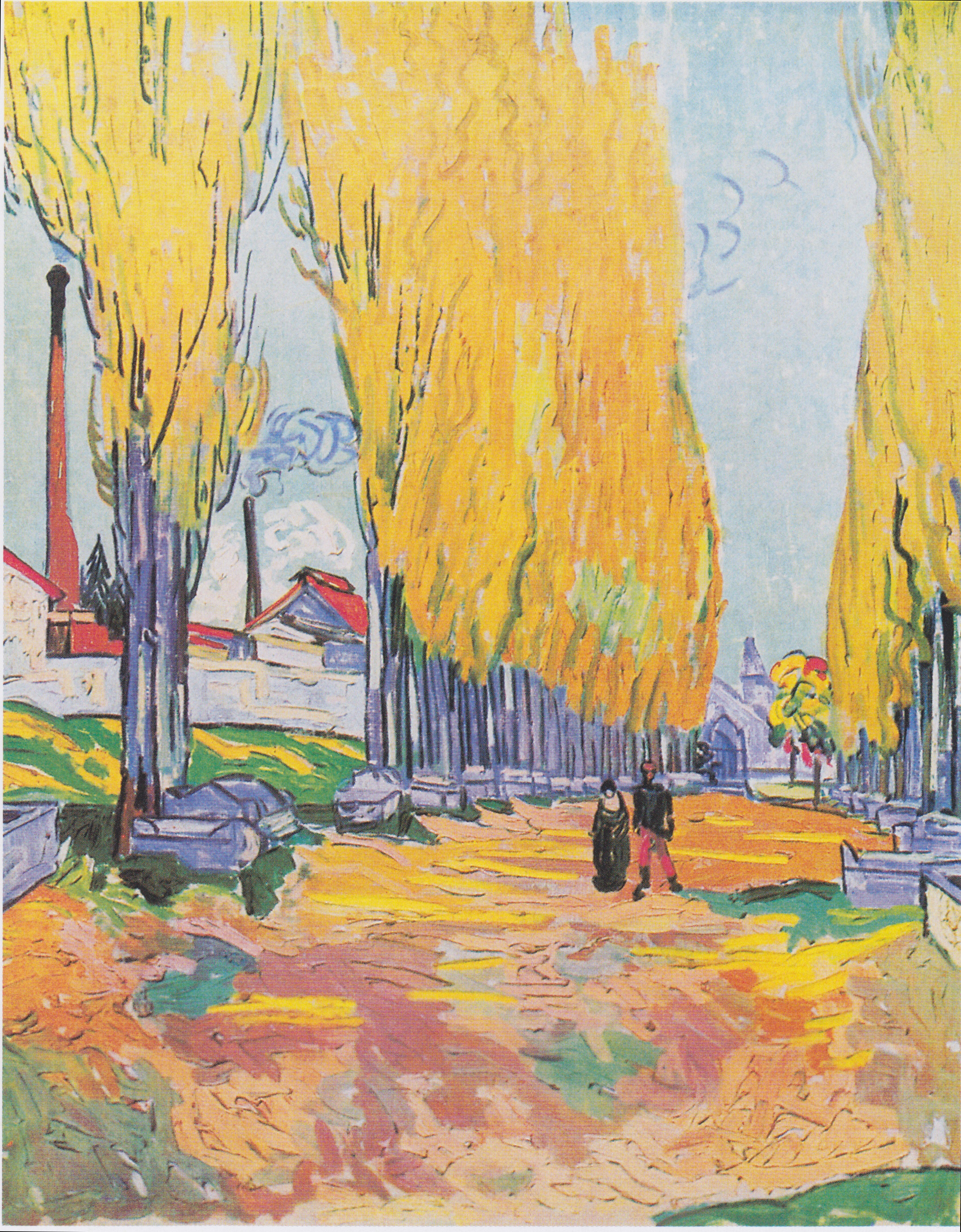
Les Alyscamps 1888 Col·lecció de Basil P. i Elise Goulandris, Laussane, Suïssa

## Pintures de Gauguin
En les seves pintures dels Aliscamps, pintats el mateix dia que Van Gogh, Gauguin va triar una perspectiva diferent a la de Van Gogh, excloent tota referència als sarcòfags antics:

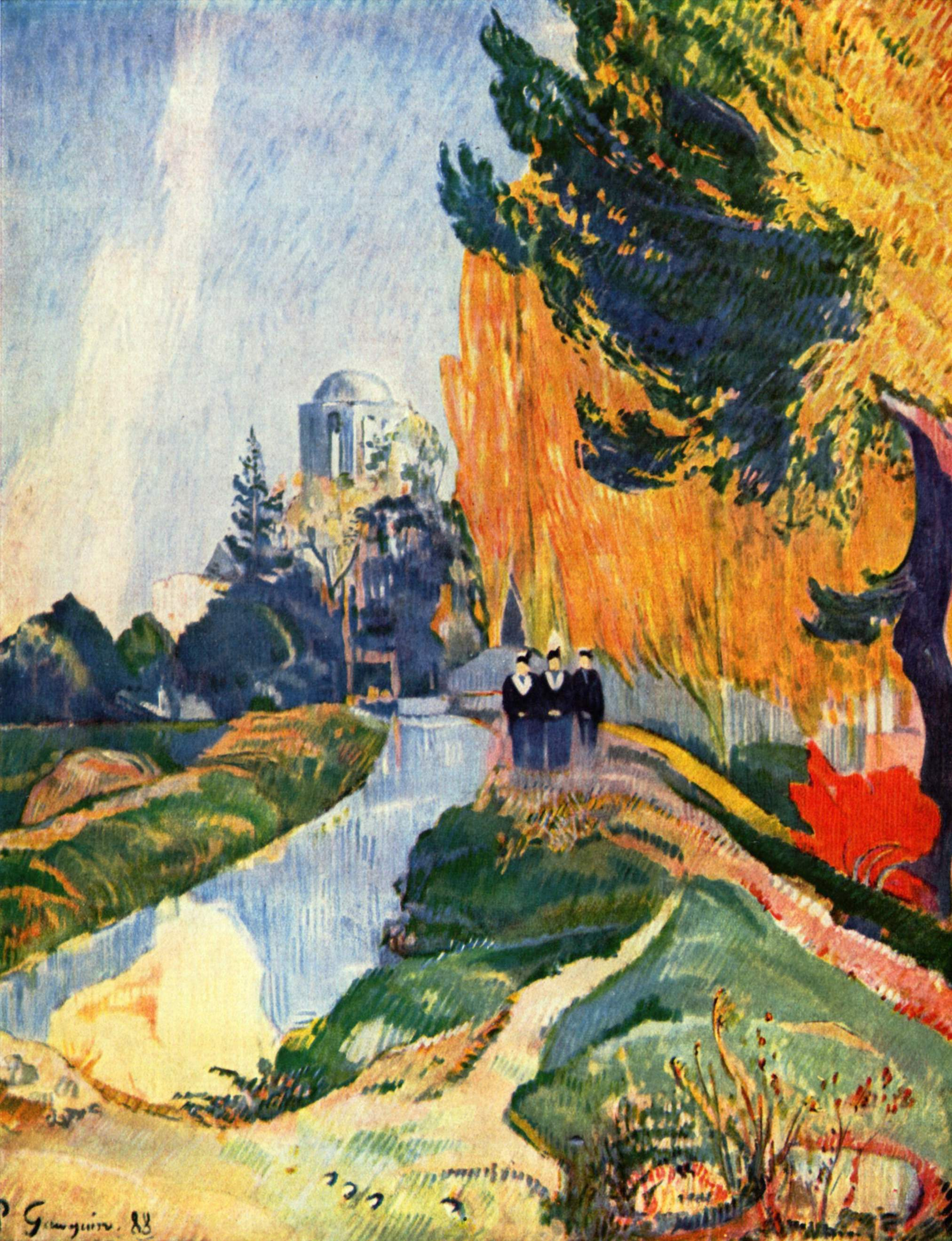
Paul Gauguin, Les Alyscamps 1888 Museu d'Orsay, Paris
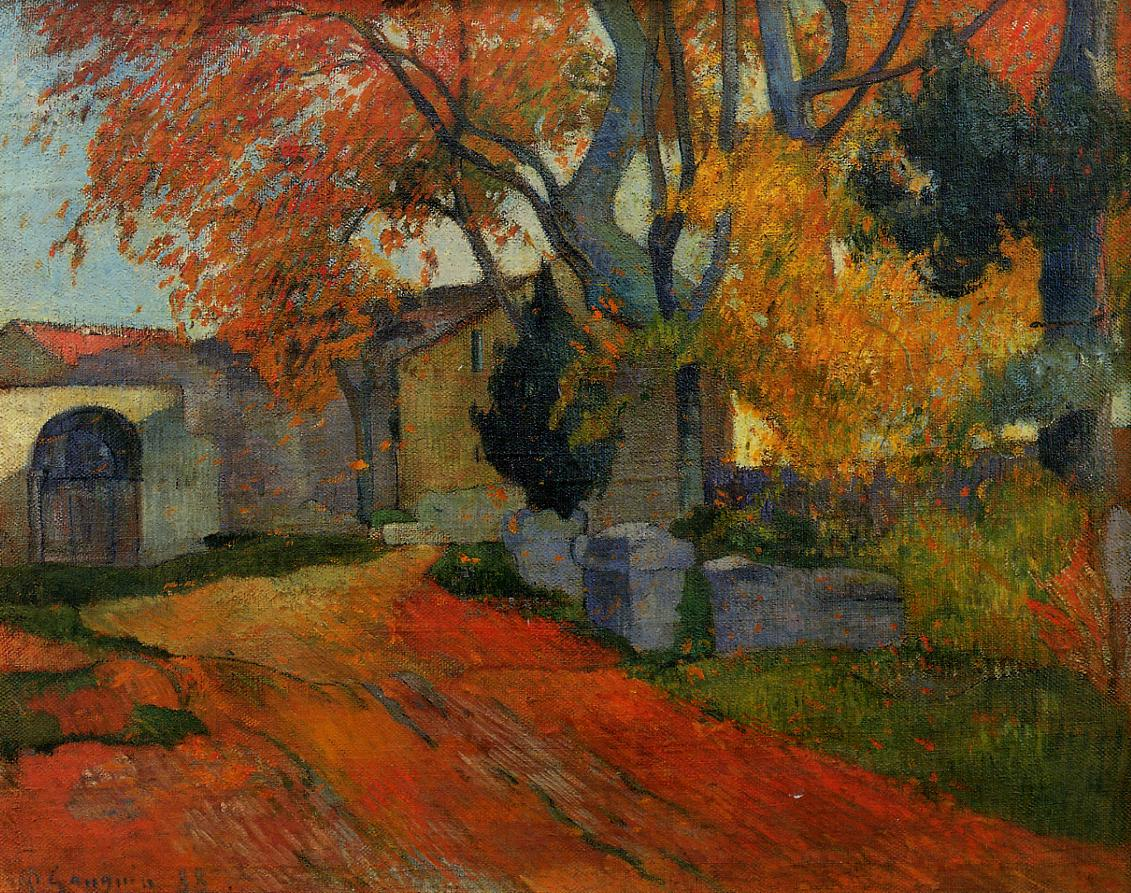
Paul Gauguin, Allée des Alyscamps 1888 Seiji Togo Memorial Sompo Japan Museum of Art, Tokyo